# Mobile and Ohio Railroad

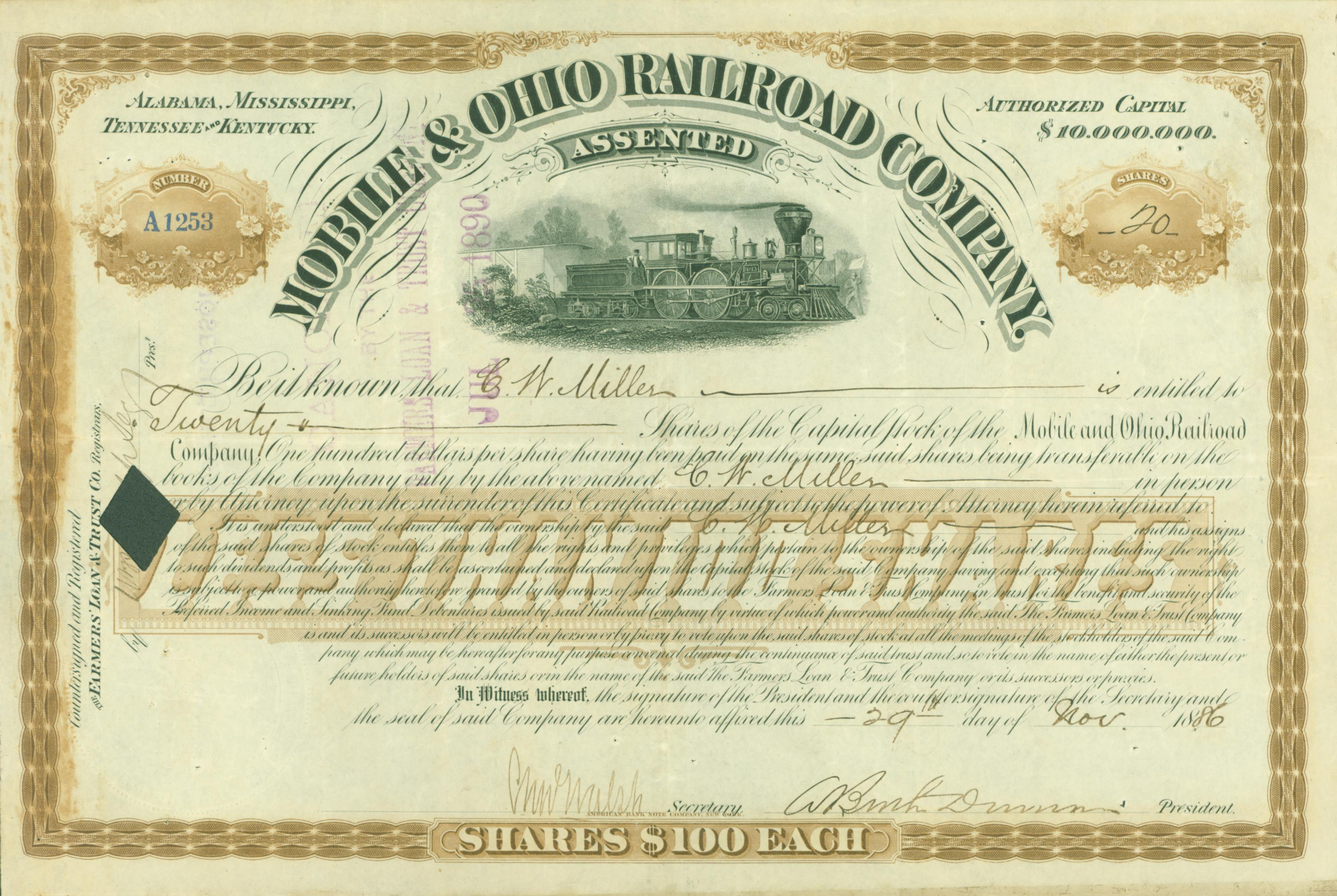
Action du Mobile & Ohio Railroad Company en date du 29 novembre 1886.

Le Mobile and Ohio Railroad (M&O) était un chemin de fer américain de classe I qui fut enregistré en janvier et février 1848 dans l'Alabama, le Kentucky, le Mississippi, et le Tennessee. Il reliait le port de Mobile sur la rivière Ohio, à proximité de Cairo. Le 13 septembre 1940 il fusionna avec le Gulf, Mobile and Northern Railroad pour constituer le Gulf, Mobile and Ohio Railroad.

## Des débuts difficiles
Le Mobile and Ohio Railroad fut imaginé comme remède à la panique de 1837. Puisque le port de Mobile, Alabama ne parvenait pas à retrouver le dynamisme qu'il avait avant la crise, les hommes d'affaires et les citoyens de la ville imaginèrent la création d'un chemin de fer pour restaurer le commerce dans la cité. La première section entre Mobile et Citronelle fut ouverte en 1852. La ligne fut prolongée jusqu'à Columbus, Kentucky le 22 avril 1861, où des bateaux à vapeur remontaient la rivière Ohio jusqu'à Cairo, Illinois pour se connecter avec l'Illinois Central Railroad.
La guerre civile arriva peu de temps après l'achèvement de la ligne qui fut affectée à un usage militaire. Durant les combats elle fut une cible militaire pour les deux camps. Après le conflit, le M&O qui nécessitait une reconstruction totale, était financièrement ruiné en partie à cause des dettes impayées (5 228 562 $) par le gouvernement des Confédérés. Il fut placé en redressement judiciaire en 1875 et n'en sortit que 8 ans plus tard. Dès 1870, le M&O ressentit le besoin de prolonger sa ligne jusqu'à Cairo, mais avec ses problèmes financiers, il dut attendre jusqu'au 1er mai 1882 pour ouvrir cette portion. Il fit ensuite l'acquisition du St. Louis and Cairo Railroad qui utilisait l'écartement étroit. Il fut converti à l'écartement standard pour permettre de relier Mobile à Saint-Louis (Missouri).
En 1896, la compagnie décida de construire une ligne entre Columbus, Mississippi et la Floride. Le 30 juin 1898, la ligne Tuscaloosa – Montgomery, Alabama fut ouverte, ainsi que deux petits embranchements. La même année, il fut décidé de construire une ligne de 63 km entre Mobile et Bayou La Batre via Albama Port, et de lui donner le nom de Mobile and Bay Shore Railway. La ligne fut achevée en 1899.

## Grandeur et décadence
Le projet de fusion du M&O et du Southern Railway qui avait été planifié en 1901 fut interdit par le gouverneur du Mississippi James K Vardaman l'année suivante. Le M&O continua son activité sous le contrôle du Southern. À partir de 1908, le M&O était un chemin de fer très prospère, mais les bénéfices chutèrent à partir de 1926 pour atteindre un déficit d'un million de dollar en 1930. Le M&O fut à nouveau placé en redressement judiciaire le 3 juin 1932. Le Southern fut accusé d'avoir utilisé le M&O à son profit, mais l'affaire fut abandonnée en 1933. Le Southern vendit ses parts dans le M&O au Gulf, Mobile and Northern Railroad, lequel se réorganisa en Gulf, Mobile and Ohio Railroad.